# Altena
Altena là một thị trấn thuộc huyện Märkischer Kreis, bang Nordrhein-Westfalen, Đức. Thị trấn hình thành bên dưới thành trì Altena có từ thế kỷ 12, mà sau đó được Richard Schirrmann vào năm 1914 thành lập nhà khách cho thanh thiếu niên (youth hostel) thường trực đầu tiên trên thế giới.. Altena nằm ở thung lũng sông Lenne, đoạn phía bắc của vùng Sauerland.